# Spaso-Majarivka, Znameanka
Spaso-Majarivka (în ucraineană Спасо-Мажарівка) este un sat în comuna Trepivka din raionul Znameanka, regiunea Kirovohrad, Ucraina.

## Demografie
Componența lingvistică a localității Spaso-Majarivka
     Ucraineană (100%)
Conform recensământului din 2001, toată populația localității Spaso-Majarivka era vorbitoare de ucraineană (100%).